# Butch Cassidy (film)
Butch Cassidy (Butch Cassidy and the Sundance Kid) è un film del 1969 diretto da George Roy Hill.
Nel 2003 è stato scelto per la conservazione nel National Film Registry della Biblioteca del Congresso degli Stati Uniti. Nel 1998 l'American Film Institute l'ha inserito al cinquantesimo posto della classifica dei migliori cento film statunitensi di tutti i tempi, mentre dieci anni dopo, nella lista aggiornata, è sceso al settantatreesimo posto.

## Trama
Wyoming, fine Ottocento. Butch Cassidy e Sundance Kid, due abili fuorilegge e rapinatori del vecchio West, facenti parte della banda del "Mucchio Selvaggio", sono dei professionisti negli assalti ai treni ed esperti tiratori, specialmente Kid, il quale viene considerato come uno dei più veloci pistoleri dell'epoca. I due, in cerca di nuovi posti da rapinare e inseguiti da giorni da temibili sceriffi, decidono di scappare in Bolivia.
Una volta arrivati, Kid, sperando di trovare un Paese rigoglioso e pieno di gente da rapinare, rimane deluso per via dell'arretratezza della zona e scarno paesaggio e, dopo una veloce rapina, la coppia viene riconosciuta e inseguita dalla Polizia locale. Butch e Kid si rifugiano in un vecchio casolare abbandonato e, dopo essere stati feriti dall'accerchiamento minaccioso della Gendarmeria boliviana, si accorgono di essere ormai spacciati ma, decisi a non arrendersi, escono allo scoperto e si lanciano in una disperata sparatoria.

## Colonna sonora
In origine, il film non avrebbe dovuto includere brani cantati. Il musicista Burt Bacharach era stato messo sotto contratto solo per un commento sonoro, per il quale aveva già composto alcuni temi musicali. Una settimana prima dell'inizio delle riprese, il regista George Roy Hill e lo sceneggiatore William Goldman si resero conto di aver dato poco spazio alla relazione tra la maestra Etta Place, Butch e Kid; per cui decisero di girare la famosa sequenza della bicicletta, adattandovi un commento musicale provvisorio. Bacharach ebbe modo di visionare la scena alla moviola e compose il motivo Raindrops Keep Fallin' on My Head, al quale il paroliere Hal David aggiunse dopo pochi giorni il testo. 
Nella sequenza, girata in una giornata di sole, non comparivano "gocce di pioggia", ma il paroliere non riuscì ad adattare alla metrica una frase migliore. La canzone proposta tuttavia piacque immediatamente al regista, che la inserì nel film nella versione cantata da B. J. Thomas. Della versione strumentale, realizzata a un ritmo leggermente più veloce e non utilizzata nel film, rimase solo il finale con il corno francese che si ascolta in dissolvenza negli ultimi secondi del disco.

## Omaggi
- Gli ultimi fotogrammi del film vengono citati dal regista Marco Ponti in Santa Maradona: la scena viene trasmessa da un televisore mentre Andrea (Stefano Accorsi) e Bart (Libero De Rienzo) sono seduti sul divano di casa loro, dopo una discussione.
- Nella serie I Simpson viene riproposta una scena del film con la canzone Raindrops Keep Fallin' on My Head.
- Anche la settima stagione di Dr. House - Medical Division rende omaggio a questo film, nel quindicesimo episodio.
- Nel sesto episodio della settima stagione di Supernatural, tale Frank Devereaux chiama Sam e Dean "psycho Butch and Sundance". Nel decimo episodio della quindicesima stagione, nel vedere un possibile futuro, Sam e Dean, entrambi diventati vampiri, dicono che se ne andranno alla "Butch and Sundance" prima di lanciarsi nella loro battaglia finale.
- La scena finale viene citata da Judge Reinhold e John Ashton durante una sparatoria nel film Beverly Hills Cop - Un piedipiatti a Beverly Hills.
- Della stessa scena parlano due mercenari nel videogioco Max Payne, al capitolo 6 della Parte III.
- Della stessa scena parlano anche i personaggi interpretati da Samuel L. Jackson e Kevin Spacey nel film Il negoziatore.
- Nello speciale natalizio dello show televisivo Top Gear, ambientato in Patagonia e facente parte della ventiduesima stagione, Jeremy Clarkson dichiara come Butch Cassidy sia il suo film preferito di sempre e di conoscerne a memoria le battute, dopo avere raggiunto, a bordo di una Porsche 928[senza fonte], la casa in cui Butch Cassidy si era rifugiato. Parlando di questo film con James May, Clarkson afferma, inoltre, che è sua abitudine guardarlo ogni settimana. Durante le due puntate di questo speciale, i rimandi espliciti a varie scene del film sono veramente molti.
- In NCIS nell’episodio 22 della stagione 8 viene fatta una citazione

## Riconoscimenti
- 1970 - Premio Oscar
  - Migliore sceneggiatura originale a William Goldman
  - Migliore fotografia a Conrad Hall
  - Miglior colonna sonora a Burt Bacharach
  - Miglior canzone (Raindrops Keep Fallin' on My Head) a Burt Bacharach e Hal David
  - Candidatura Miglior film a John Foreman
  - Candidatura Migliore regia a George Roy Hill
  - Candidatura Miglior sonoro a William Edmondson e David Dockendorf
- 1970 - Golden Globe
  - Miglior colonna sonora a Burt Bacharach
  - Candidatura Miglior film drammatico
  - Candidatura Migliore sceneggiatura a William Goldman
  - Candidatura Miglior canzone (Raindrops Keep Fallin' On My Head) a Burt Bacharach e Hal David
- 1971 - Premio BAFTA
  - Miglior film
  - Migliore regia a George Roy Hill
  - Miglior attore protagonista a Robert Redford
  - Miglior attrice protagonista a Katharine Ross
  - Migliore sceneggiatura a William Goldman
  - Migliore fotografia a Conrad Hall
  - Miglior montaggio a John C. Howard e Richard C. Meyer
  - Miglior colonna sonora a Burt Bacharach
  - Miglior sonoro a Don Hall, David Dockendorf e William Edmondson
  - Candidatura Miglior attore protagonista a Paul Newman
- 1988 - ASCAP Award
  - Miglior canzone (Raindrops Keep Fallin' On My Head) a Burt Bacharach e Hal David
- 1970 - American Cinema Editors
  - Candidatura Miglior montaggio a John C. Howard e Richard C. Meyer
- 1970 - Directors Guild of America
  - Candidatura DGA Award a George Roy Hill
- 1970 - Grammy Award
  - Miglior colonna sonora a Burt Bacharach
- 1970 - Laurel Award
  - Miglior film d'azione
  - Migliori musiche a Burt Bacharach
  - Candidatura Miglior performance d'azione a Paul Newman
  - Candidatura Miglior performance d'azione a Robert Redford
  - Candidatura Migliore fotografia a Conrad Hall
- 1970 - Writers Guild of America
  - WGA Award a William Goldman
- 2009 - Satellite Award
  - Candidatura Miglior DVD